# Seishi Yokomizo

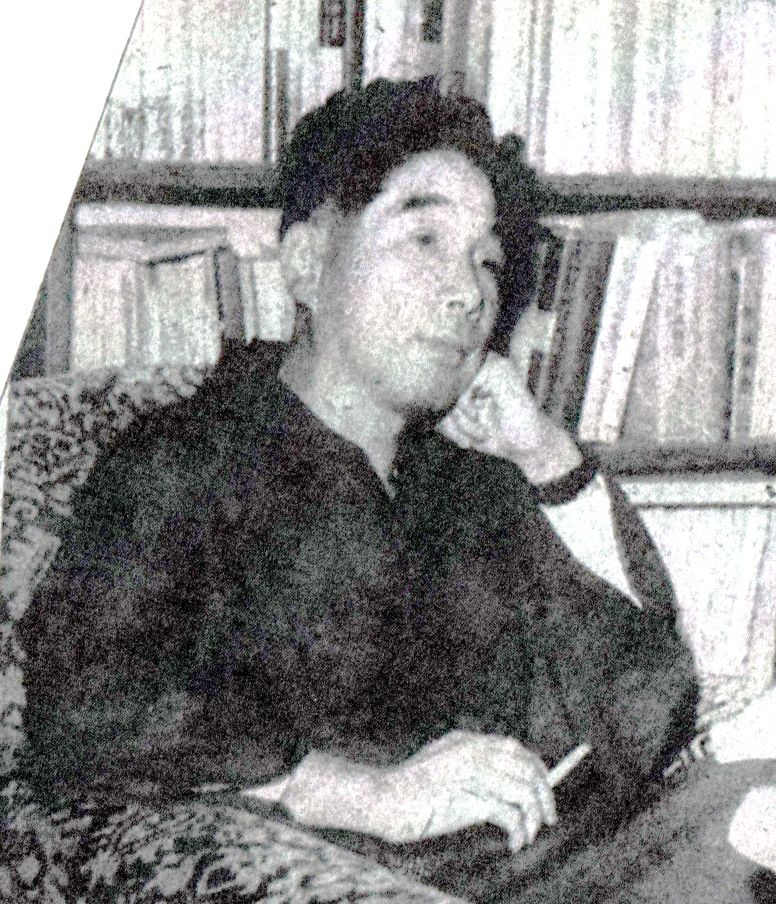
1. Juni 1952

Seishi Yokomizo (japanisch 横溝 正史, Yokomizo Seishi; * 24. Mai 1902 in Kobe, Präfektur Hyōgo; † 28. Dezember 1981) war ein japanischer Romanautor.

## Früher Lebensweg
Yokomizo las als Junge gerne Detektivgeschichten. Er schloss das Osaka Pharmaceutical College (heute Teil der Universität Osaka) mit einem Diplom in Pharmazie ab und wollte zunächst die Apotheke seiner Familie übernehmen. Aufgrund seines Interesses an der Literatur und der Ermutigung durch Edogawa Rampo ging er stattdessen nach Tokio, wo er 1926 beim Verlag Hakubunkan angestellt wurde. 1921 veröffentlichte er, als er bei der Daiichi-Bank beschäftigt war, seine erste Geschichte in der populären Zeitschrift Shin Seinen („Neue Jugend“). 1932 kündigte er seine Stelle bei Hakubunkan, um sich ganz dem Schreiben zu widmen.

## Literarische Karriere
Yokomizo fühlte sich von der Literaturgattung der Historischen Romane angezogen, insbesondere vom historischen Detektivroman. Im Juli 1934, als er sich in den Bergen der Präfektur Nagano von seiner Tuberkulose erholte, vollendete er seinen ersten Roman Onibi (鬼火) – „Geisterfeuer“, der 1935 veröffentlicht wurde, obwohl Teile davon sofort von den Behörden zensiert wurden. Unbeirrt knüpfte Yokomizo an seinen frühen Erfolg mit seinem zweiten Roman Ningyo Sashichi torimonocho (1938–1939) an. Während des Zweiten Weltkrieges hatte er jedoch aufgrund der Kriegsbedingungen Schwierigkeiten, seine Werke zu veröffentlichen, und befand sich in großen wirtschaftlichen Schwierigkeiten. Der Mangel an Streptomycin und anderen Antibiotika bedeutete auch, dass seine Tuberkulose nicht richtig behandelt werden konnte, und er scherzte mit Freunden, es sei ein Wettlauf, ob er an der Krankheit oder am Hungertod sterben würde.
Schon bald nach dem Ende des Zweiten Weltkrieges fanden seine Werke jedoch breite Anerkennung und er entwickelte eine große Fangemeinde. Er veröffentlichte viele Werke über das Weekly Shōnen Magazine von Kodansha in Form von Serien und konzentrierte sich dabei ausschließlich auf populäre Kriminalromane, die auf dem traditionellen westlichen Krimi-Format basierten, beginnend mit Honjin Satsujin Jiken (Die rätselhaften Honjin-Morde) und Chōchō Satsujin Jinken (beide 1946). Seine Werke wurden zum Vorbild für die japanische Krimiliteratur der Nachkriegszeit. Nach dem Schriftsteller, den er bewunderte, wurde er auch oft der „japanische John Dickson Carr“ genannt.
Yokomizo ist vor allem für die Erschaffung der Figur des Privatdetektivs Kosuke Kindaichi bekannt. Viele seiner Werke sind verfilmt worden. Insbesondere Der Inugami-Clan (犬神家の一族, Inugamike no Ichizoku) (Januar 1950 – Mai 1951) erhielt zwei Verfilmungen durch Kon Ichikawa: Die Inugami-Familie im Jahr 1976 und sein Remake von 2006 Die Inugamis. Die Wissenschaftlerin Mari Kotani bezeichnete seine 1939 erschienene Erzählung Der Fremde mit dem Totenkopf (髑髏検校, Dokuro-Kengyō) „die erste erfolgreiche Adaption von Bram Stoker's Dracula“ und „der Archetyp der japanischen Vampirliteratur“
Yokomizo starb 1981 an Dickdarmkrebs. Sein Grab befindet sich auf dem Shunjuen-Friedhof in Kawasaki.
Im Jahr 2018 fand ein Literaturprofessor ein bisher verschollenes Stück von Yokomizos Liebesroman Yukiwariso aus der Kriegszeit und vervollständigte das Manuskript für die Veröffentlichung in Buchform.

## Vermächtnis
Der  Yokomizo-Seishi-Preis ist ein Literaturpreis, der 1980 vom Verlag Kadokawa Shoten und dem Tokyo Broadcasting System zu Ehren von Yokomizo ins Leben gerufen wurde. Er wird jährlich an einen bisher unveröffentlichten Kriminalroman verliehen. Der Gewinner erhält eine Statuette von Kosuke Kindaichi und einen Geldpreis in Höhe von 10.000.000 JPY, was ihn zu einem der bestdotierten Literaturpreise der Welt macht. Darüber hinaus wird die Gewinnergeschichte von Kadokawa Shoten veröffentlicht und von TBS als Fernsehfilm dramatisiert.

## Ausgewählte Werke
Englische Übersetzungen
- The Honjin Murders (本陣殺人事件 Honjin satsujin jiken) translated by Louise Heal Kawai, Pushkin Vertigo, 2019, ISBN 978-1-78227-500-8.
- The Inugami Curse (犬神家の一族 Inugamike no ichizoku) translated by Yumiko Yamazaki, Stone Bridge Press, 2007, ISBN 978-1-93333-031-0. Later published by Pushkin Vertigo, 2020, ISBN 978-1-78227-503-9.
- The Village of Eight Graves (八つ墓村 Yatsuhakamura) translated by Bryan Karetnyk, Pushkin Vertigo, 2021, ISBN 978-1-78227-745-3.
- Death on Gokumon Island (獄門島 Gokumontō) translated by Louise Heal Kawai, Pushkin Vertigo, 2022, ISBN 978-1-78227-741-5.

Deutsche Übersetzung
- Die rätselhaften Honjin-Morde, übersetzt von Ursula Gräfe, Blumenbar, Berlin 2022; ISBN 978-3-351-05109-9.
- Mord auf der Insel Gokumon, übersetzt von Ursula Gräfe, Blumenbar, Berlin 2023; ISBN 978-3-351-05119-8.
- Das Dorf der acht Gräber, übersetzt von Ursula Gräfe, Blumenbar, Berlin 2024; ISBN 978-3-351-05120-4.
- Der Inugami-Fluch, übersetzt von Ursula Gräfe, Blumenbar, Berlin 2025; ISBN 978-3-351-05131-0.
- Die Spatzenmorde von Onikobe, übersetzt von Ursula Gräfe, Blumenbar, Berlin 2025; ISBN 978-3-351-05134-1.